# Вальц, Ханс
Ханс Вальц (нем. Hans Walz, 21 марта 1883, Штутгарт — 23 апреля 1974, Штутгарт) — немецкий промышленник, веривший в ценности гуманизма и помогавший евреям во время Холокоста.

## Биография
Родился в 1883 году в Штутгарте. Был ведущим немецким промышленником, работал в фирме Bosch, входил в круг друзей Рейхсфюрера СС. Вальц знал все секреты основателя фирмы Роберта Боша и был его правой рукой. В 1929 году вступил в Общество по борьбе с антисемитизмом — организацию, основанную неевреями с целью борьбы с антисемитизмом. Вера в либерально-гуманистические идеалы объединяла Ханса Вальца и Роберта Боша.
С конца 1930-х годов Вальц полностью посвятил себя подпольной деятельности по оказанию помощи евреям. С 1938 по 1940 год он заплатил сотни тысяч марок в качестве выкупа для освобождения евреев из концлагерей и обеспечения их выезда из Германии. В августе 1939 Ханс Вальц заплатил гестапо большую сумму денег, чтобы 17 евреев из Кёльна смогли пересечь границу с Францией. Когда евреям запретили снимать деньги со своих банковских счетов, он помогал им на свои средства. В качестве генерального директора большого немецкого промышленного концерна, который был очень важен для военной машины Германии, Ханс Вальц вступил в нацистскую партию и получил почетное звание СС. Это звание было прикрытием для личных контактов с еврейским лидером Леоном Беком, его заместителем Отто Гиршем и организациями, оппозиционными власти Гитлера. Во время Второй мировой войны власти нацистской Германии вели расследования против Вальца в связи с его контактами с евреями. 
В январе 1961 года признан праведником мира Институтом Катастрофы и героизма «Яд ва-Шем».